# Зимаки
Зимаки́ (рос. Зимаки) — присілок у складі Орловського району Кіровської області, Росія. Входить до складу Орловського сільського поселення.
Населення становить 1 особа (2010, 2 у 2002).
Національний склад станом на 2002 рік — росіяни 100 %.